# Tweede Ceramstraat
De Tweede Ceramstraat is een relatief korte straat in Amsterdam-Oost.

## Geschiedenis en ligging
Gemeente Amsterdam begon in de jaren tien van de 20e eeuw een gebied vol te bouwen dat zij eerder in 1896 had geannexeerd van Diemen. Deze zogenaamde Overamstelpolder zou onder andere plaats bieden aan de Indische Buurt. Amsterdam had al in 1913 bepaald dat vanaf het Javaplein de Ceramstraat naar het oosten zou gaan lopen, maar na het eerste blok hielden de ideeën op. Op een plattegrond van 1921 is er dan ook behalve de hoeken Javaplein/Ceramstraat alleen nog agrarisch gebied te zien. Pas in de tweede helft volgde de verdere bebouwing. In 1927 vond de gemeente dat de straat, die onderbroken wordt een het Ceramplein, in tweeën werd geknipt. De Eerste Ceramstraat in het westen en de Tweede Ceramstraat naar het oosten richting Soemabastraat.
Het gehele complex is vernoemd naar het eiland Seram in de Molukken.
In de straat is geen kunst in de openbare ruimte te vinden.

## Gebouwen
De oneven huisnummers aan de noordwand van de straat lopen op van 1 tot en met 27; de even huisnummers daartegenover lopen op van 2 tot en met 28. In tegenstelling tot de bebouwing van de Eerste Ceramstraat en het Ceramplein kent de Tweede Ceramstraat geen oorspronkelijke bebouwing meer. In de jaren tachtig en negentig werd alles gesloopt en vervangen door nieuwbouw.

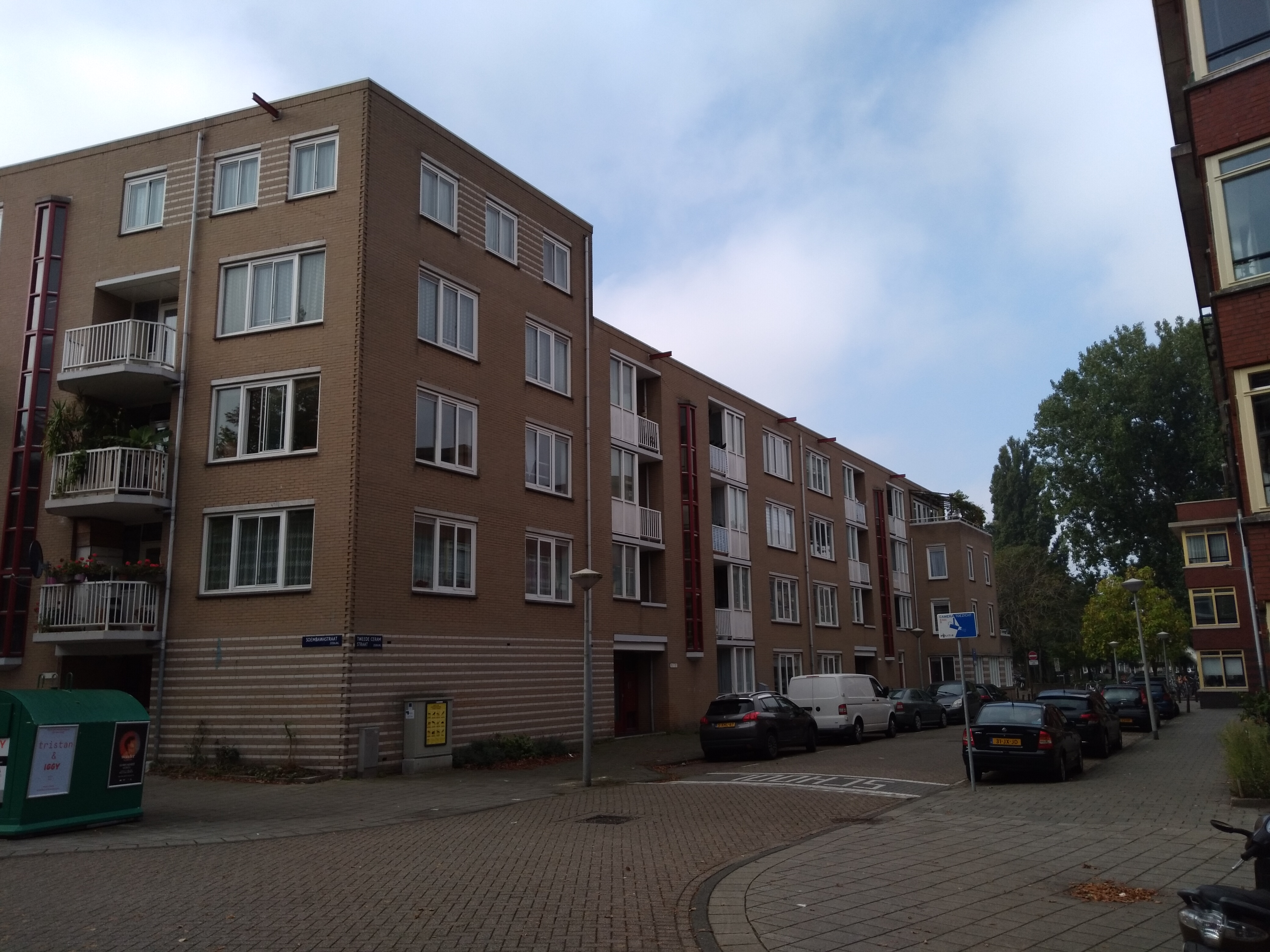
Even kant gezien vanaf de Soembawastraat (oktober 2021)